# Halloween (álbum de Mannheim Steamroller)
Halloween é um álbum de Mannheim Steamroller, lançado em 2003.